# Ӂ
Ӂ (minuskule: ӂ) je v současné době již nepoužívané písmeno cyrilice. Jedná se o variantu písmena Ж. Bylo používáno pro zápis moldavštiny a gagauzštiny, čímž se písmeno přestalo oficiálně používat. Oba jazyky přešly na zápis latinkou. Písmeno zachycovalo stejnou hlásku jako písmeno Ӝ v udmurtštině, jako písmeno Џ v srbštině, jako písmeno Ҷ v tádžičtině, jako písmeno Ӌ v chakaštině, písmeno Đ v chorvatštině nebo jako v minulosti používané písmeno Ҹ v ázerbájdžánštině.